# Анна Радзивилл
Анна Николаевна Радзивилл (пол. Anna Radziwiłłówna; около 1476, Вильно, ВКЛ — 14/15 марта 1522, Лив, Мазовецкое княжество) — регент Мазовецкого княжества в 1503—1518 годах, супруга мазовецкого князя Конрада III Рыжего (ок. 1448—1503), правившего с 1454 по 1503 год.

## Биография
Представительница литовского княжеского и магнатского рода Радзивиллов герба «Трубы». Анна Радзивилл была дочерью воеводы виленского и великого канцлера литовского Николая Радзивилла «Старшего» (ок. 1440—1509) от первого брака с Софией Ивановной Монивид. Братья — Николай, Ян Бородатый, Ежи и Альберт Радзивиллы.
В 1496 или 1497 году Анна Радзивилл вышла замуж за мазовецкого князя Конрада III Рыжего и принесла ему в приданое сумму в размере 20.000 дукатов. Родила в браке двух дочерей двух сыновей. Это побудило Конрада Рыжего требовать от Ягеллонов возврата Плоцка и признания его наследственных прав на черское и варшавское княжества.
29 октября 1503 года после внезапной смерти своего мужа, Конрада III Рыжего, Анна Радзивилл стала регентом Мазовецкого княжества при своих сыновьях Станиславе и Януше. Она выступала против присоединения Мазовецкого княжества к Польскому королевству. Ища покровительства великого князя литовского и короля польского Александра Ягеллончика (1492—1506), обратилась к нему через своего отца Николая Радзивилла: «mediante domino palatino Vilnensi». В 1504 году на сейме в Пётркуве Анна получила от польского короля Александра согласие на то, чтобы Варшавская, Цеханувская, Ломжинская и Новогрудская земли находились под властью её сыновей Станислава и Януша. Анна Радзивилл являлась регентшей Мазовецкого княжества до 1518 года, когда в результате мятежа знати вынуждена была уступить власть своим подросшим сыновьям, князьям-соправителям Станиславу и Янушу. Несмотря на формальную передачу власти в княжестве своим сыновьям, Анна сохраняла до своей смерти в 1522 году реальную власть.
В 1511—1517 годах княгиня Анна пыталась организовать в Варшаве отдельную епископскую кафедру, но этому воспротивился польский король и великий князь литовский Сигизмунд Старый.
28 декабря 1514 года Анна предоставила городу Острув-Мазовецка право на проведение четырёх ярмарок в год, и еженедельный рынок, что благоприятно повлияло на развитие города.
В ночь с 14 на 15 марта 1522 года Анна скончалась в Ливе. Она была похоронена в костёле Святой Анны в Варшаве.
6 июня 2004 года в городе Острув-Мазовецка был открыт памятник княгине Анне, автором которого являлся Мирослава Скочек.

## Дети Анны Радзивилл и Конрада Рыжего
- София Мазовецкая (1497/1498 — 1543), жена с 1520 года палатина венгерского Стефана Батория (ум. 1530), а после его смерти вторично вышла замуж за хорватского магната Людвига Пекри (ум. ок. 1552)
- Станислав Мазовецкий (1500—1524), князь варшавский, черский и мазовецкий (1503—1524)
- Януш III Мазовецкий (1502—1526), князь варшавский, черский и мазовецкий (1503—1526).